# Švantezija
Švantezija (lat. Schwantesia), biljni rod iz porodice čupavica raširen po Južnoafričkoj Republici i Namibiji. Postoji nekoliko vrsta trajnica i sukulenata. Tipična je vrsta S. ruedebuschii.
Ovaj rod je dobio ime u čast njemačkog botaničara Gustava Schwantesa. To su mali sukulenti, složeni u obliku rozete sa svojim mesnatim i ponekad duguljastim listovima, među kojima cvjetaju jarkožuti cvjetovi, dugih i uskih latica, vrlo upadljivi i dekorativni. Posebno su traženi od strane sakupljača zelenila zbog svojih neobičnih listova trokutastog presjeka koji izgledaju poput kamena.

## Vrste
1. Schwantesia acutipetala L.Bolus
2. Schwantesia borcherdsii L.Bolus
3. Schwantesia constanceae N.Zimm.
4. Schwantesia herrei L.Bolus
5. Schwantesia loeschiana Tischer
6. Schwantesia marlothii L.Bolus
7. Schwantesia pillansii L.Bolus
8. Schwantesia ruedebuschii Dinter
9. Schwantesia speciosaL.Bolus
10. Schwantesia succumbens (Dinter) Dinter
11. Schwantesia triebneri L.Bolus